# Slavnica
Slavnica (Szalonca in ungherese) è un comune della Slovacchia facente parte del distretto di Ilava, nella regione di Trenčín.